# Erwin Hartsch
Erwin Hartsch (né le 1er juin 1890 à Jugelsburg et mort le 2 août 1948 à Dresde) est un homme politique allemand (SPD, SED).

## Biographie
Hartsch étudie à l'école primaire de 1896 à 1904, puis de 1904 à 1910 à l'école des professeurs de Schneeberg. Il rejoint ensuite le Parti social-démocrate d'Allemagne (SPD). De 1910 à 1913, Hartsch travaille comme assistant enseignant à Mylau. En 1913, il travaille comme enseignant permanent à Falkenstein et en 1914 à Sebnitz. De 1915 à 1919, il est membre de l'armée allemande.
Après la guerre, Hartsch travaille à l'école à Mylau. En 1921, il est l'initiateur des premières consécrations de la jeunesse prolétarienne de la ville. La même année, il devient conseiller municipal de cette ville. En 1923, il devient maire adjoint de Mylau. À cette époque, il devient également membre de l'Association des enseignants saxons, qu'il quitta en 1929 pour rejoindre l' Union générale des enseignants libres d'Allemagne (AFLD). Il est également membre de l'Assemblée de district de l'administration de l'arrondisslement de Plauen (de).
De 1926 à 1932, Hartsch est membre du parlement de l'état de Saxe pour le SPD. En 1929, Hartsch rejoint le conseil d'administration du parlement de l'État de Saxe et devient président du comité des fonctionnaires et des salaires. Aux élections du Reichstag de juillet 1932, Hartsch est élu au Reichstag en tant que candidat du SPD pour la 30e circonscription (Chemnitz-Zwickau), où il siège jusqu'en juin 1933. L'événement le plus important auquel Hartsch participe pendant son mandat de député estl'adoption de la loi d'habilitation. Hartsch est l'un des 94 députés qui ont voté contre cette loi, qui forme la base légale pour l'établissement de la dictature nazie, et qui est adoptée avec une majorité de 444 voix contre 94.
Après la "prise de pouvoir " par les national-socialistes, Hartsch est démis de ses fonctions scolaires en avril 1933 en raison de la loi de restauration de la fonction publique. Le 3 mai 1933, il est arrêté à Dresde et détenu jusqu'en novembre 1934 comme « prisonnier protecteur » dans les camps de concentration d'Osterstein, Colditz et Sachsenburg, entre autres. Après sa libération, Hartsch est sous surveillance policière constante; sa maison est fréquemment fouillée. Il gagne d'abord sa vie comme agent commercial et d'assurance, puis comme employé d'une librairie d'édition et d'une compagnie d'assurance-vie.
Après la guerre, Hartsch devient le directeur de l'école dans sa patrie saxonne. En tant que membre du Parti d'unité socialiste d'Allemagne (SED), il devient membre du premier parlement d'État saxon de l'après-guerre. De 1946 à avril 1948, Hartsch est le premier ministre de la Culture de Saxe. En mai 1948, Hartsch est nommé directeur de la Bibliothèque d'État de Saxe à Dresde, mais ne peut assumer ce poste en raison d'une grave maladie dont il décède quelques mois plus tard.
Aujourd'hui, l'école secondaire Erwin Hartsch à Gelenau / Erzgeb et l'école primaire Erwin Hartsch à Gersdorf ainsi que le chemin Erwin-Hartsch à Mylau commémorent la vie et l'œuvre de Hartsch.